# ピアノソナタ第1番 (ベートーヴェン)
ピアノソナタ第1番（ピアノソナタだいいちばん）ヘ短調 作品2-1は、ルートヴィヒ・ヴァン・ベートーヴェンが1795年に完成したピアノソナタ。

## 概要
1792年11月、ベートーヴェンが故郷のボンを後に音楽の都ウィーンへ赴いたのは、フランツ・ヨーゼフ・ハイドンに師事するためであった。しかしハイドンの施した指導はベートーヴェンの期待に応えるものではなく、ヨハン・バプティスト・シェンクがハイドンの誤りを多数指摘するに至って、野心溢れる若き作曲家の不満は膨れ上がった。やがて彼は「ハイドンからは何も学ぶところはなかった」とさえ口にするようになる。その後、ハイドン門下を飛び出してヨハン・ゲオルク・アルブレヒツベルガーやアントニオ・サリエリらに師事したベートーヴェンであったが、1795年にハイドンがイギリスへの演奏旅行から帰国すると、同年に完成した3曲のピアノソナタをかつての師に献呈したのである。この3曲が作品2としてまとめられ、翌1796年にウィーンのアルタリアから出版された。
様々に性格が異なる楽曲を同時期に生み出していくスタイルは、それまでの時代の作曲家にはあまり見られなかったベートーヴェンの創作上の特徴であるが、作品2の3曲も三者三様の個性に彩られており、既に作曲者らしさが前面に出てきている。本作はその中でも劇的、悲劇的に書かれており、後年の作風を強く予感させる内容となっている。調号として4つの変化記号が並ぶヘ短調という調性は、アマチュア音楽家にとって譜読みが難しいこともあり、当時の鍵盤楽器作品では敬遠されがちであった。そうした中でヘ短調を採用した第1番のソナタには、自作曲を演奏するピアニストとして聴衆により強い印象を残そうというベートーヴェンの野心が窺われる。また、ピアノを管弦楽的に扱う傾向も既に現れている。
ベートーヴェンのピアノソナタには、選帝侯ソナタなどのボン時代の習作も含まれるが、本作の習熟度には遠く及ばない。芸術家ベートーヴェンのピアノソナタはこの作品に始まり、以降晩年に至るまで32曲にわたって連なっていくことになる。音楽史上欠くことのできないこれら作品群は「ピアノ音楽の新約聖書」と称えられ、その歩みはベートーヴェンの作曲様式の変遷を写し出すのみならず、ピアノ音楽発展の系譜そのものであるということができる。

## 演奏時間
約17分半-19分。 

## 楽曲構成

### 第1楽章
Allegro 2/2拍子 ヘ短調
ソナタ形式。楽章は簡潔ながらも巧みに構築されており、高い構成力が既に示されている。曲はアルペッジョが駆け上がる第1主題に開始する（譜例1）。モーツァルトの交響曲第25番の第1楽章や、交響曲第40番の第4楽章としばしば比較されるこの主題は、マンハイム楽派の影響を色濃く映し出している。
譜例1
小規模な推移を置いて変イ長調で譜例2の第2主題が出される。譜例2の旋律動向は下行的かつレガートであることで、スタッカートで上行する第1主題と対比されている。
譜例2
第2主題は高まりつつ鋭い強弱の対比を駆使しながらクライマックスを形成し、「表情豊かに」と指示されたコデッタへと続いて提示部を締めくくる。提示部の反復を終えると展開部は第1主題に始まり、そのあと第2主題による展開が続く。時代を考えると相当に内容の充実した展開であるといえ、終わりには第1主題の3連符の動機が使用されている。再現部は曲の冒頭とは異なり譜例1がフォルテで奏されて開始し、定法に従い第2主題もハ短調で続く。そのまま結尾に至り、最後は短いながらも劇的なコーダによって力強く結ばれる。

### 第2楽章
Adagio 3/4拍子 ヘ長調
展開部を欠くソナタ形式。穏やかな第1主題は1785年に作曲されたピアノ四重奏曲 WoO 36-3の第2楽章からの転用である（譜例3）。
譜例3
ニ短調の推移部を経て、大きな流れを持った第2主題がハ長調で歌われる（譜例4）。
譜例4
提示部コデッタが5小節奏でられ、そのまま再現部へと接続される。再現部での各主題は華麗に変奏されており、優美な情感を保ったままごく静かに閉じられる。

### 第3楽章
Menuetto, Allegretto 3/4拍子 ヘ短調
メヌエットと明示されて形式もメヌエットのそれに沿っているが、楽想はスケルツォのような雰囲気を漂わせる。4声体書法を用いて謎めいた主題が提示される（譜例5）。
譜例5
前半を反復するとメヌエット部後半は譜例5から導かれる楽想に基づき、ユニゾンの強奏に続いて主題が低音に現れる。弱音の結尾句が置かれてメヌエット後半も繰り返しを受ける。メヌエットと同じく2部構成のトリオはヘ長調となり、レガートの8分音符からなる譜例6が対位法的な声部の掛け合いの中で歌われる。
譜例6
同じ主題は後半でも扱われ、トリオも前後半がそれぞれ反復されるとメヌエット・ダ・カーポとなる。

### 第4楽章
Prestissimo 2/2拍子 ヘ短調
ソナタ形式。3連符の伴奏の上に強烈に出される第1主題に始まる（譜例7）。非常に強い印象をもたらす楽想であり、フランツ・シューベルトのピアノソナタ第11番などもこの楽章の影響下にあると思われる。
譜例7
譜例7による経過が置かれてハ短調の第2主題が現れる（譜例8）。
譜例8
3連符が途切れることなく続き、コデッタでは新しい主題を導く（譜例9）。この抒情的な旋律と第1楽章第1主題との間には関連が認められる。
譜例9
最後に第1主題が顔を出して提示部を締めくくり、繰り返しに入る。展開部では変イ長調へと転じると、10小節の単位からなる譜例10の新しい主題が歌われる。
譜例10
その後、譜例7が展開されて3連符が再び流れ始めると、フォルテで第1主題が登場して再現部へと移行する。再現部は形式どおりで譜例8、譜例9を順に再現していき、コーダでは3連符のアルペッジョがクライマックスを築くとそのまま崩れ落ちて唐突な最後を迎える。